# Gratwein-Straßengel
Gratwein-Straßengel è un comune austriaco di 12 790 abitanti nel distretto di Graz-Umgebung, in Stiria. È stato creato il 1º gennaio 2015 dalla fusione dei precedenti comuni di Eisbach, Gratwein, Gschnaidt e Judendorf-Straßengel e ha lo status di comune mercato (Marktgemeinde); capoluogo comunale è Gratwein.